# Matyáš Vágner
Pour les articles homonymes, voir Vagner.
Matyáš Vágner, né le 5 février 2003 à Prague en Tchéquie, est un footballeur tchèque qui évolue au poste de gardien de but au FC Vlašim, en prêt du SK Slavia Prague.

## Biographie

### Carrière en club
Né à Prague en Tchéquie, Matyáš Vágner passe par le FC Tempo Prague (en) avant de rejoindre en juillet 2016 l'un des clubs les plus importants du pays, le SK Slavia Prague, où il poursuit sa formation .
Il joue son premier match en professionnel le 18 mars 2021, lors des huitièmes de finale de la Ligue Europa 2020-2021 face au Glasgow Rangers. Commençant la rencontre sur le banc, il doit remplacer l'habituel titulaire Ondřej Kolář, sorti sur blessure après avoir été violemment touché au visage par Kemar Roofe. Vágner garde sa cage inviolée et son équipe s'impose par deux buts à zéro, et donc qualifiée pour le tour suivant. Trois jours plus tard il fait sa première apparition en championnat, contre le SFC Opava. Il fête sa première titularisation en ne prenant aucun but et son équipe s'impose (0-4 score final).
A l'issue de cette saison 2020-2021 le Slavia est sacré champion de République tchèque, il glane donc le premier titre de sa carrière.

### En équipe nationale
Avec l'équipe de Tchéquie des moins de 17 ans, Matyáš Vágner joue trois matchs en 2019.

## Palmarès
SK Slavia Prague
- Championnat de Tchéquie (1) :
  - Champion : 2020-21.